# Desert i Semidesert del Golf d'Oman
El desert i semidesert del Golf d'Oman és una ecoregió costanera al golf Pèrsic i al golf d'Oman a Oman i als Emirats Àrabs Units a l'extrem nord-est de la Península Aràbiga. El clima és càlid i sec; l'ecoregió conté una barreja d’hàbitats que inclouen manglars, llacunes i terres de fang a la costa, i planes de graves i sabana amb matolls espinosos a l’interior. Les zones de mangles estan dominades per l'Avicennia marina i la sabana per Prosopis cineraria i Vachellia tortilis. L'illa Masira és una important zona de cria per a la tortuga marina i també hi ha altres tortugues marines, així com una gran varietat d'aus, algunes residents i algunes migratòries. Hi ha algunes zones protegides, però en general els hàbitats s'han degradat pel pasturatge del bestiar, especialment els camells i les cabres; també corren risc de vessaments de petroli, conducció tot terreny i caça furtiva.

## Ubicació i descripció
A Oman, aquesta ecoregió inclou la península de Musandam, l'enclavament d'Oman als Emirats Àrabs Units a l'estret d'Hormuz, l'entrada al golf Pèrsic. A la part principal d'Oman inclou la plana costanera de la regió d'Al Batina, al golf d'Oman, que continua al llarg de Masqat fins a les platges i les dunes de la regió Ash Ash. Des del punt Ras al Hadd, es dirigeix cap al sud per la costa fins a l'illa deserta de Masira. També inclou una franja interior que es dirigeix cap al sud-oest de les muntanyes de Al Hajar. Als Emirats Àrabs, abasta les planes al voltant de les muntanyes Al Hajar, a l'est, als emirats de Dubai, Xarjah i Ras Al-Khaimah, i la costa d'Al Batina, al voltant de Fujairah.
Aquesta ecoregió seca conté una barreja d’hàbitats que inclouen manglars, llacunes i terres de fang a la costa, planes de grava i sabana amb arbres d’acàcia espinosa a l’interior de les muntanyes Musandam i Al Hajar. El clima és càlid i sec, amb temperatures de fins a 49 graus centígrads i poca pluviositat, sobretot a la costa del golf Pèrsic dels Emirats Àrabs Units. Hi ha més precipitacions al golf d'Oman i la humitat proporciona humitat a les dues costes.

## Flora
El manglar costaner està format per l'Avicennia marina, els arbres de la sabana interior inclouen Ziziphus spina-christi, Prosopis cineraria i el paraigües Thorn Acacia tortilis, mentre que les muntanyes alberguen Ficus cordata salicifolia i Acacia tortilis. Finalment, la flora tradicional de la costa d’Al Batina és Acacia tortilis i Prosopis cineraria. Algunes d’aquestes espècies es troben a l'Iran al golf del Pèrsic.

## Fauna
La població més gran del món de races de tortuga marina (Caretta caretta) a les illes Masirah i altres tortugues que arriben a aquestes costes inclouen l’olivera (Lepydochelys olivacea), la tortuga verda (Chelonia mydas) i la tortuga de falcó en perill d’extinció (Eretmochelys imbricata).
La zona és extremadament rica en aus d’aus que inclou una gran migració entre Àsia i Àfrica. Els ocells endèmics inclouen una espècie d'Alció de collar. Els mamífers inclouen el lleopard àrab en perill d'extinció (Panthera pardus nimr) a les muntanyes i el tahr àrab, així com els caracals, però tots aquests són vulnerables a la caça.

## Amenaces i preservació
Els hàbitats s'han degradat pel pasturatge del bestiar, especialment els camells i les cabres. La franja costanera d’Oman Al Batina és l’àrea més densament poblada del país i està intensament cultivada, en part per la gran comunitat d’Oman de Baloch d’origen pakistanès. Les zones urbanes d’aquesta ecoregió a Oman inclouen la capital i la ciutat més gran del país, el port històric de Masqat, i les poblacions pesqueres de Barka, famoses per la lluita de bovins, i Sohar, llegendàriament la casa de Sindbad el marí, i la localitat de Al Sawadi. Altres atraccions turístiques al llarg d'aquesta costa són els històrics castells del fort Nakhal i Rustaq, les sorres de Wahiba i les platges de les tortugues de Ras Al Hadd i Ras al-Jinz. Les ciutats dels Emirats Àrabs Units d'aquesta ecoregió inclouen l'enorme centre comercial de Dubai i la propera ciutat de Xarjah. Una excursió popular des de Dubai és a l'enclavament d'Hatta a les muntanyes Hajar.
Altres amenaces per a l'ecoregió són els vessaments de petroli al mar, la caça furtiva de la vida salvatge i la conducció tot terreny a llocs com Wadi Bani Awf. Les zones protegides inclouen Ras Al Khor a Dubai, famós pels seus flamencs hivernants, i una zona de manglars a la reserva natural de Khor Kalba al golf d'Oman als Emirats Àrabs Units, a prop de la frontera amb Oman.